# Lucy Simon
Lucy Simon (Nova Iorque, 5 de maio de 1940 – 20 de outubro de 2022) foi uma compositora e cantora estadunidense. É conhecida pelas canções que compôs para os musicais The Secret Garden e Doutor Jivago.

## Biografia
Lucy nasceu em 5 de maio de 1940 em Nova Iorque. É filha de Richard L. Simon, co-fundador da editora Simon & Schuster, e de Andrea (Heinemann) Simon, uma ativista dos direitos civis e cantora; é a segunda entre os quatro filhos do casal e dois anos mais velha que Carly Simon.
Lucy começou a carreira profissional no início da década de 1960, aos 16 anos, cantando com a irmã Carly, com quem formou a dupla The Simon Sisters. Elas cantavam inicialmente música folk e, depois, folk-rock. Embora tenham escrito algum material original, a maioria das canções de seu repertório consistia em covers de canções folk contemporâneas e tradicionais. No meio dos anos 60 elas gravaram dois álbuns; um desses, Meet The Simon Sisters, lançado em 1964 pela gravadora Kapp Records, apresentava a canção Winkin', Blinkin' and Nod, e que tornou-se um single de relativo sucesso.
No final dos anos 60, Lucy Simon casou-se e a dupla se desfez, tendo Carly seguido a carreira solo. Contudo, Lucy continuou escrevendo e, em 1969 as irmãs Simon gravaram um álbum com canções para crianças, chamado The Simon Sisters Sing the Lobster Quadrille and Other Songs for Children, e que consistia de poemas clássicos musicados por Lucy.
Lucy Simon fez sua estreia como compositora na Broadway em The Secret Garden, tendo sido indicada ao Tony Award de melhor trilha sonora em 1991, e ao Drama Desk Award de música excepcional no mesmo ano. Ela também compôs as canções para o espetáculo off-Broadway A... My Name Is Alice e a trilha sonora da versão musical da novela russa Doutor Jivago, de Boris Pasternak. O musical teve sua estreia mundial em San Diego, na California, em maio de 2006.
Morreu em 20 de outubro de 2022, aos 82 anos de idade.

## Discografia

### Álbuns de estúdio
The Simon Sisters
- 1964: Meet the Simon Sisters
- 1966: Cuddlebug
- 1969: The Simon Sisters Sing the Lobster Quadrille and Other Songs for Children
- 1973: Lucy & Carly - The Simon Sisters Sing for Children [reedição do álbum "Lobster Quadrille"]
- 2006: Winkin', Blinkin' and Nod: The Kapp Recordings [reedição de seus dois primeiros álbuns]
- 2008: Carly & Lucy Simon Sing Songs for Children [reedição do álbum "Lobster Quadrille"][8]

Solo
- 1975: Lucy Simon
- 1977: Stolen Time

### Singles
The Simon Sisters
- 1964: "Winkin', Blinkin' and Nod"

Solo
- 1975: "Sally Go 'Round the Sun"
- 1977: "If You Ever Believed"

### Outras aparições
- 1980: "I Have a Song" de Lucy Simon - In Harmony: A Sesame Street Record
- 1981: "Maryanne" de Lucy & Carly Simon - In Harmony 2
- 1981: The Rodgers and Hart Album (Simon aparece em dois cortes deste álbum de William Bolcom e Joan Morris)